# Hartenleed
Hartenleed is een vertelling van Hans Christian Andersen, het verscheen in 1852.

## Het verhaal
De verteller verbleef op een kasteel toen de heer des huizes een dag op reis ging. Er kwam een vrouw aan de deur en ze wilde aandelen van haar looierij verkopen. Ze laat een brief achter voor de heer des huizes, maar zegt nog alleen maar een vrouw te zijn als ze moet ondertekenen. De vrouw heeft een mopshondje mee. Een week later komt de verteller in een hotel. Hij ziet op de binnenplaats een schutting, aan de ene kant liggen huiden en vellen. Het is de looierij van de weduwe. Het mopshondje is gestorven en de kleinkinderen maken een prachtig graf. Ze besluiten dat de kinderen uit het steegje voor een bretelknoop mogen kijken. Ze hebben zelf bretelknopen en betalen voor meisjes. Er lopen die middag veel jongens met slechts één knoop. Aan het eind van de middag ziet de verteller een meisje in lompen bij de schutting. Ze barst in tranen uit, alleen zij heeft het graf van het mopshondje niet gezien. De verteller ziet het van boven en kan er om lachen. Als je het niet begrijpt, kun je aandelen nemen in de looierij van de weduwe.